# Moto Guzzi
Moto Guzzi — італійська компанія-виробник мотоциклів та мопедів, заснована в Генуї у 1921 році судновласником Емануеле Вітторіо Пароді, його сином Джорджіо та колишнім льотчиком військово-повітряних сил Карло Гуцці. У 2000 році компанія була придбана своїм конкурентом Aprilia, разом з якою у 2004 році увійшла в склад групи Piaggio і наразі є її одним із семи брендів. Moto Guzzi була особливо успішною у шосейно-кільцевих мотоперегонах серії Гран-Прі у 1950-их роках.

## Історія
Società anonima (товариство з обмеженою відповідальністю) «Moto Guzzi» було засноване 15 березні 1921 року в Генуї трьома друзями: судновласником Емануеле Вітторіо Пароді, його сином Джорджіо та колишнім льотчиком військово-повітряних сил Карло Гуцці. На логотипі красувався орел в польоті на знак пам'яті про Джованні Равеллі, друга Пароді, який загинув під час тренувального польоту за два роки до цього.

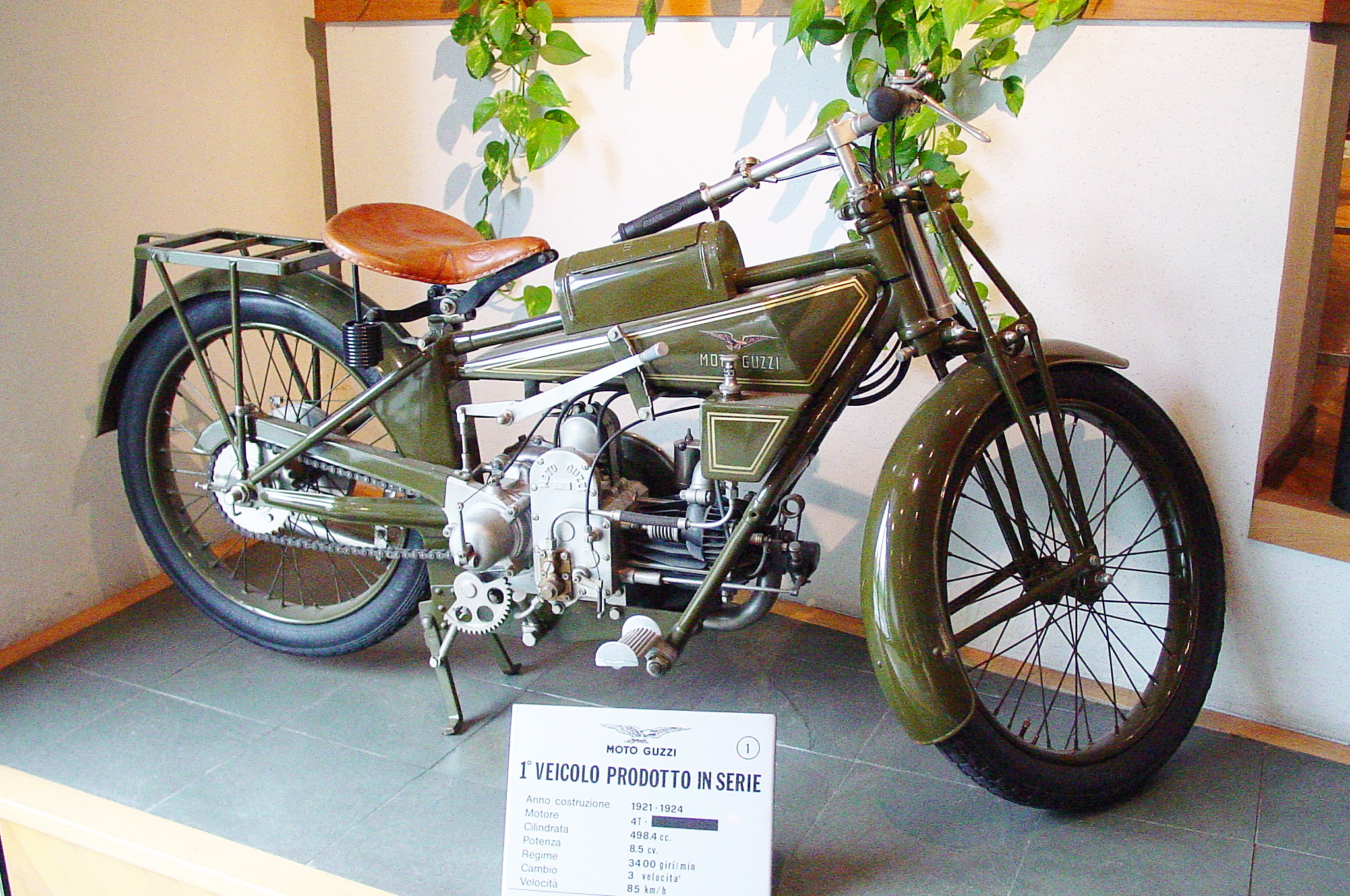
Moto Guzzi Normale — дебютна модель компанії

Перший же продукт Moto Guzzi мотоцикл Normale, двигун якого розвивав 8 к.с., встановив еталон і визначив подальшу лінію розвитку моделей компанії. У 1928 році у світ з'явився Moto Guzzi GT, який отримав прізвисько «Norge» після незабутньої подорожі тривалістю 4 429 км за Полярним колом. Через 78 років, у липні 2006-го, 14 журналістів повторили цей шлях, яким колись проїхав брат Карло Гуцці, Джузеппе, відомий також за прізвиськом Нако, щоправда цього разу на новому Norge 1200.

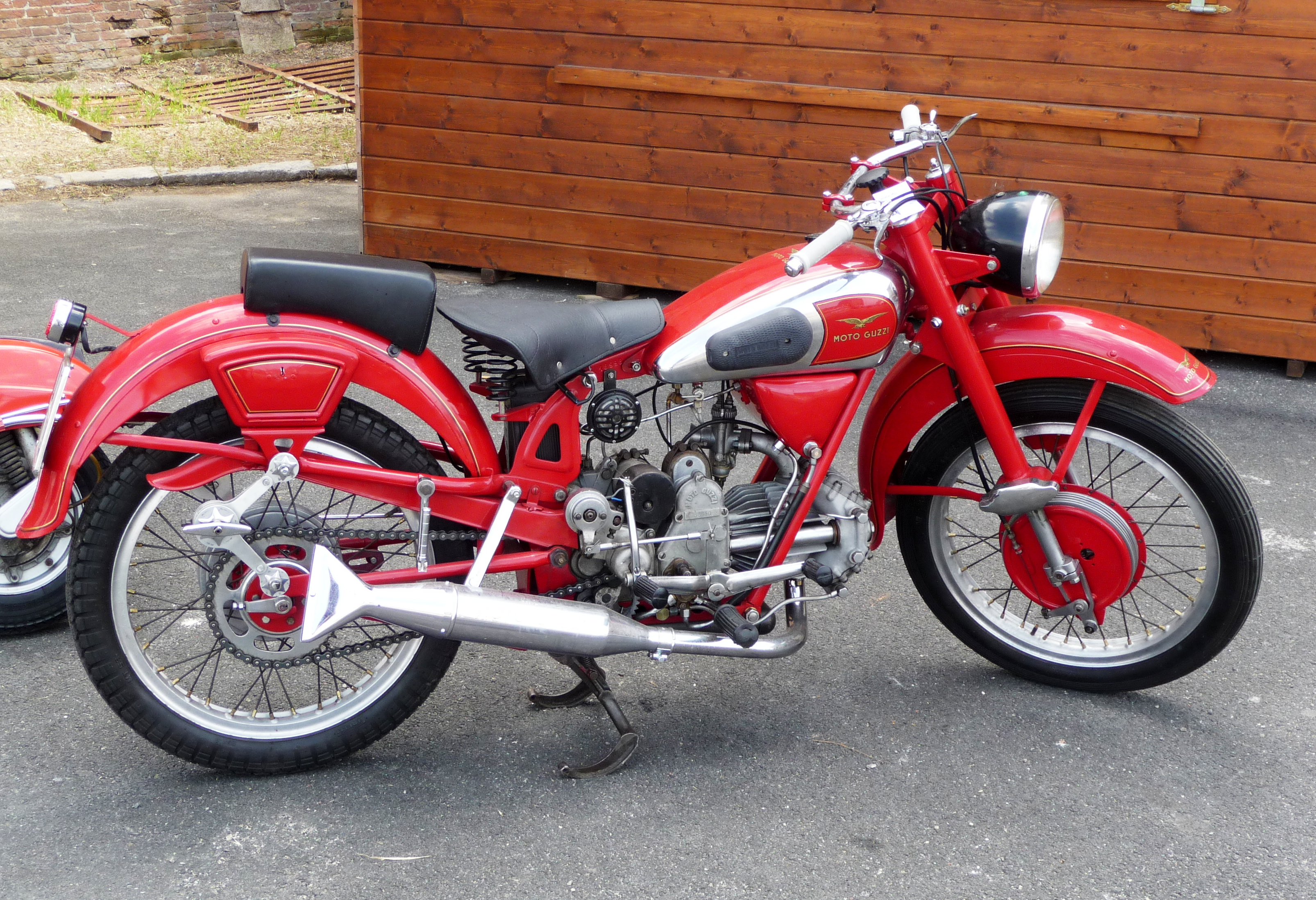
Moto Guzzi Airone 250 — мотоцикл, який випускався протягом 1939-1956 років

Після Другої світової війни Moto Guzzi випустила чергову успішну модель — Airone 250: Розроблений в 1939 році, мотоцикл понад 15 років був найпопулярнішим байком в середньо-кубатурному діапазоні у Італії. Він дав чудову основу для нових успіхів Moto Guzzi на десятиліття вперед, які втілились у моделях Falcone та Guzzino 65 — найбільш продаваного мотоцикла в історії компанії. Наступними моделями стали Galletto (1950), Cardellino (1954) та Lodola 175 (1956).

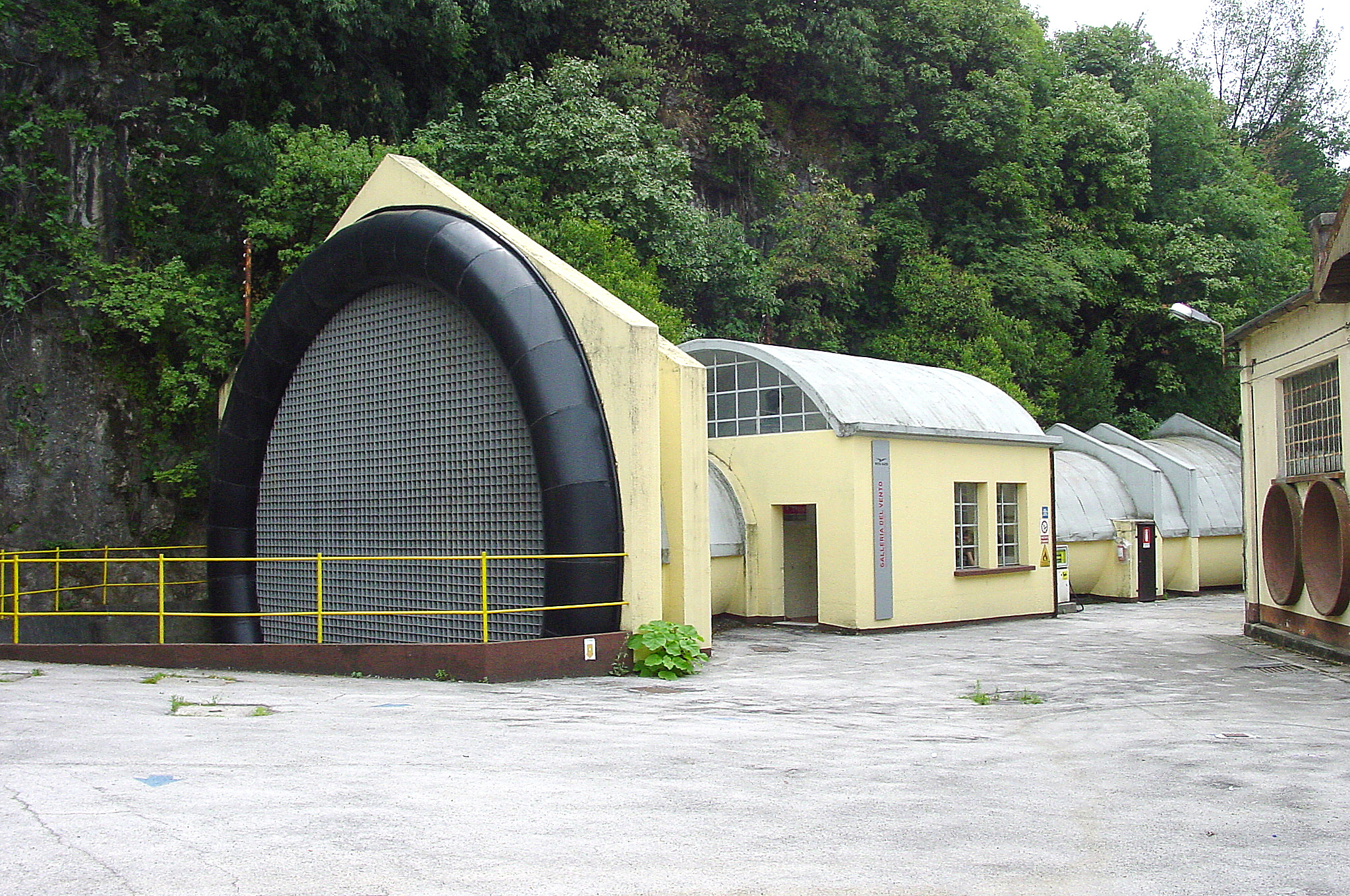
Аеродинамічна труба на заводі Moto Guzzi в Манделло-дель-Ларіо, 2004 рік

У 1950 році Moto Guzzi стала першим виробником мотоциклів, який побудував власну аеродинамічну трубу. У цей період в компанії підібрався успішний колектив: в гоночній команді працювали інженери Умберто Тодеро та Енріко Кантоні, а дизайнерський відділ очолив уродженець Мілана Джуліо Чезаре Каркано, творець Guzzi V8 — мотоцикла, здатного розганятись до 285 км/год.
Кінець 1960-их ознаменувався запровадженням в моделях Moto Guzzi V-подібного двигуна з кутом між циліндрами у 90°. Будучи дуже надійними, вони згодом стали сомволом компанії, разом з поздовжньо розташованим колінчастим валом та виступаючими вбік циліндрами. Спочатку такі двигуни встановлювались в моделі Guzzi V7, V7 Special та легендарний Guzzi V7 Sport, який став першим серійним мотоциклом, здатним розвинути максимальну швидкість понад 200 км/год. Також двигуни такого типу були розроблені для мало-кубатурних мотоциклів, таких як V35, V50 і V65.
Подальші успіхи Moto Guzzi пов'язані з моделлю California — найвідомішою моделлю марки у світі. Розроблена для департаменту поліції Лос-Анджелеса, він був флагманом модельного ряду протягом сорока років. За цей час було випущено сім поколінь California з гамою двигунів робочим об'ємом 750, 850, 1000 та 1100 см³, оснащених електронним уприскуванням. Ряд спортивних мотоциклів Moto Guzzi був представлений моделями Le Mans 850, Daytona та Sport 1100.
30 грудня 2004 року Moto Guzzi стала частиною Piaggio Group. Це дозволило наповнити продукцію компанії інноваційними рішеннями. Модельний ряд був розширений у 2006 році мотоциклами Norge та 1200 Sport, в 2007 — Griso 1200 V8 і Bellagio, в 2008 — Stelvio 1200. У 2009 році три нових прототипи, розроблені Мігелем Галлуцці та П'єром Тербланшем, виграли нагороду Мотоциклетної асоціації дизайнерів за найкращий дизайн мотоцикла.

## Участь у мотоспорті
З перших же днів Moto Guzzi зробила собі ім'я в мотоциклетних перегонах. Дебютна перемога була здобута у гонці Targa Florio в 1921 році, після чого було здобуто ще багато перемог у різноманітних змаганнях, допоки у 1957 році компанія разом з двома іншими італійськими виробниками, Gilera та Mondial не припинила своєї участі у змаганнях.
Всього за період 1921-1957 років на мотоциклах Moto Guzzi було встановлено 134 світових рекорди та здобуто 3 329 перемог у міжнародних гонках 14 різних чемпіонатів, в тому числі 45 — на етапах серії MotoGP.

### MotoGP
Moto Guzzi узяла участь в дебютному чемпіонаті світу з шосейно-кільцевих мотоперегонів серії Гран-Прі в сезоні 1949 і відразу здобула кубок виробників в класі 250cc, а її гонщик Бруно Руффо став чемпіоном в цьому ж класі. Через рік Moto Guzzi повторила подвійний тріумф знову ж з Руффо. В наступному сезоні Енріко Лоренцетті знову завоював для команди золотий дубль. В сезоні 1953 команда дебютувала в класах 350cc та 500cc і це принесло свої плоди: Фергус Андерсон став чемпіоном світу в категорії 350-кубових мотоциклів, здобувши команді і кубок конструкторів. 
| Сезон | Клас  | Титул конструктора | Титул пілота | Переможець        |
| ----- | ----- | ------------------ | ------------ | ----------------- |
| 1949  | 250cc | +                  | +            | Бруно Руффо       |
| 1951  | 250cc | +                  | +            | Бруно Руффо       |
| 1952  | 250cc | +                  | +            | Енріко Лоренцетті |
| 1953  | 350cc | +                  | +            | Фергус Андерсон   |
| 1954  | 350cc | +                  | +            | Фергус Андерсон   |
| 1955  | 350cc | +                  | +            | Білл Ломас        |
| 1956  | 350cc | +                  | +            | Білл Ломас        |
| 1957  | 350cc | —                  | +            | Кейт Кемпбелл     |